# Saga o Herwarach

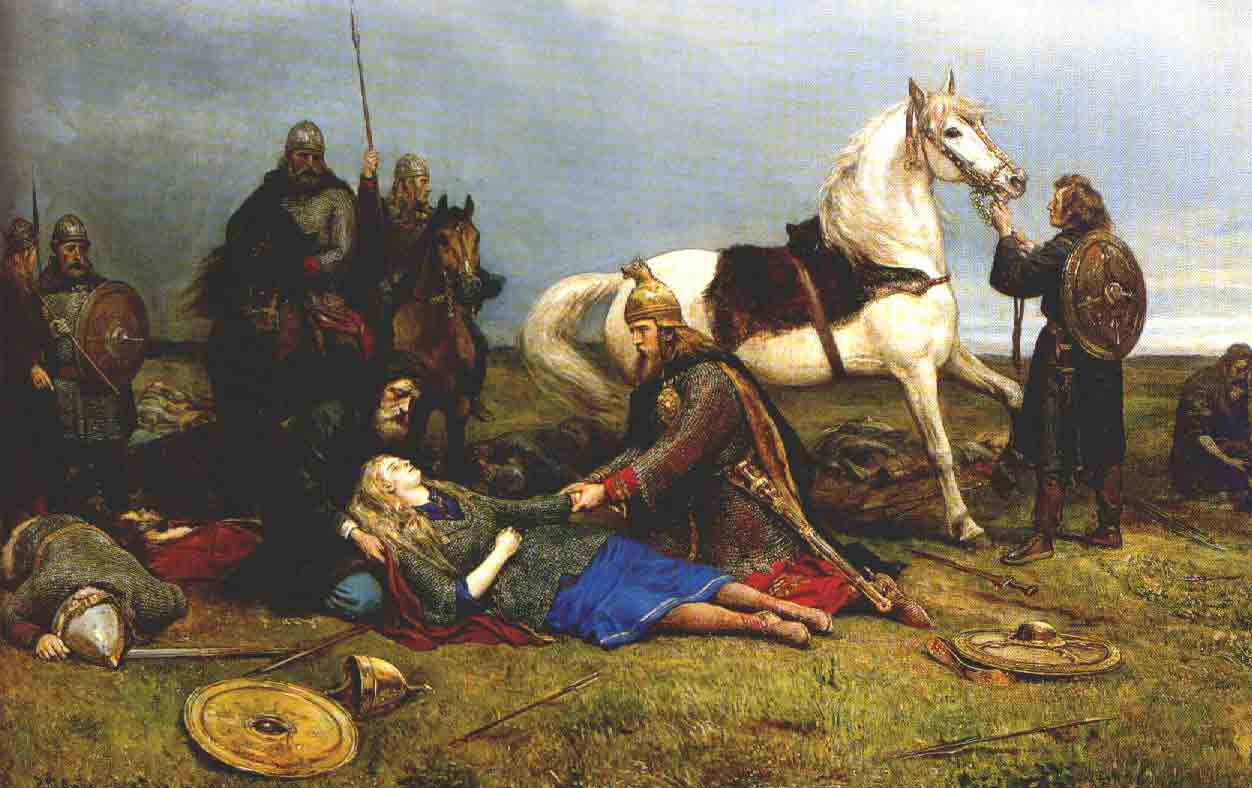
Śmierć Hervor (Peter Nicolai Arbo)

Saga o Herwarach (Hervararsaga) – średniowieczna skandynawska saga.
Saga w obecnie znanej formie pochodzi z XIII wieku, chociaż jej zarys powstał prawdopodobnie w XII stuleciu. Znane są trzy podstawowe rękopisy tego utworu: kopenhaski (R), Hauksbók (H) i upsalski (U), zaś inne rękopisy są ich pochodnymi. Najstarsze zachowane rękopisy poszczególnych wersji pochodzą z wieku XIV (H), XV (R) i XVII (U).
Saga o Herwarach zalicza się do sag mitycznych, w związku z tym zawiera niewiele informacji historycznych. Nazwa utworu pochodzi od dwóch bohaterek o imionach Hervor. Autor lub redaktor sagi nie jest znany, powiązał on jednak dwa istniejące wcześniej wątki opowieści: walki Gotów z Hunami oraz legendę o mieczu Tyrfing.
Na treść sagi składa się pięć wątków:
1. opowiadanie o pojawieniu się Tyrfinga;
2. dzieje Angantyra, jednego z pierwszych posiadaczy miecza;
3. epizod o Hervor, córce Angantyra, wydobywającej miecz z jego grobu;
4. dzieje bratobójcy Heidreka, syna Hervor;
5. opowieść o dwu braciach, Antagyrze i Hlodrze[4].

Do sagi włączone zostały fragmenty Pieśni o Hunach (niezachowanej w innych źródłach), która jednak pierwotnie nie stanowiła integralnej części sagi. Miejsca przytaczane w pieśni, w których rozgrywały się walki Gotów z Hunami, są trudne do zinterpretowania, jednak niektórzy badacze umieszczali je nad Wisłą.
Wątki z sagi zostały wykorzystane przez J.R.R. Tolkiena przy tworzeniu mitologii Śródziemia . W 1960 Christopher Tolkien przetłumaczył sagę na język angielski .